# Keisuke Katō
Keisuke Katō (加藤 慶祐 Katō Keisuke?,  Wakō, Prefectura de Saitama, 2 de septiembre de 1988) es un actor japonés, anteriormente afiliado a Box Corporation. Es conocido por sus papeles de Kōsuke "Ivory" Kitamura en el drama de TV Tokyo Happy Boys y Keisuke Nago/Kamen Rider Ixa en Kamen Rider Kiva. Katō se retiró de la industria del entretenimiento el 31 de marzo de 2017.

## Biografía

### Primeros años
Katō nació el 2 de septiembre de 1988 en la ciudad de Wakō, Saitama. Durante su juventud solía jugar tenis, pero abandonó dicho deporte tras sufrir una lesión poco después de ingresar a la escuela secundaria. Fue allí cuando decidió dedicarse a otra carrera, presentándose en la oficina de entretenimiento de un conocido. Debutó en 2006 en la serie de televisión Happy! 2, basada en el manga homónimo.

### Carrera
En abril de 2007, Katō ingresó a la facultad de derecho de la Universidad de Nihon. El mismo mes, comenzó a aparecer regularmente en la serie Happy Boys de TV Tokyo interpretando a Kōsuke Kitamura. En junio de ese mismo año, se convirtió en miembro de la unidad de actores PureBoys. Más adelante, interpretó el papel protagonista de Giichi "Gii" Saki en la película Takumi-kun Series: Soshite Harukaze ni Sasayaite, basada en las novelas homónimas de Shinobu Gotō. El 21 de marzo de 2008, Katō anunció su graduación de PureBoys junto a sus colegas Yukihiro Takiguchi y Masei Nakayama. La graduación se llevó a cabo el 28 de marzo durante el programa semanal de difusión por Internet del grupo.
En 2008, apareció de forma regular en Kamen Rider Kiva en el papel de Keisuke Nago/Kamen Rider Ixa. Desde entonces ha aparecido en series de televisión y películas como Mei-chan no Shitsuji. Desde 2010, también comenzó a aparecer en obras teatrales como Madder Factory, Godzilla, Kyō Kara Maō! y Sad Angel, entre otras. 
En 2016, Katō lanzó su propia marca de ropa, "StarLean". El 31 de marzo de 2017, anunció en su blog oficial su salida de Box Corporation y su retiro de sus actividades escénicas.

## Filmografía

### Televisión
- Happy! 2 (TBS, 2006)
- Happy Boys (TV Tokyo, 2007) como Kōsuke "Ivory" Kitamura
- Hanazakari no Kimitachi e (Fuji TV, 2007) como Hikaru Yao
- Hontou ni Atta Kowai Hanashi Summer Special 2007 (Fuji TV, 2007)
- Tadashii Ouji no Tsukuri Kata (TV Tokyo, 2008) como Tamon Sakura
- Kamen Rider Kiva  (TV Asahi, 2008) como Keisuke Nago/Kamen Rider Ixa
- Mei-chan no Shitsuji (Fuji TV, 2009) como Roppongi
- Buzzer Beat! (Fuji TV, 2009) como Yoichi Oze

### Películas
- Takumi-kun Series: Soshite Harukaze ni Sasayaite (2007) como Giichi "Gii" Saki[7]
- Kamen Rider Kiva: The King of Hell Castle (2008) como Keisuke Nago/Kamen Rider Ixa
- The Death Game Park (2010)
- Madafakutori como Akira (principal)
- Ongakubito (2010)
- Kamen Rider × Kamen Rider Gaim & Wizard: The Fateful Sengoku Movie Battle (2013) como Kiva Army Warlord

### Teatro
- 7Cheers!~Tobe! Jibun To Iu Daichi Kara~ (3 a 8 de octubre de 2007)
- Masked Rider Kiva Live&Show (7 de agosto de 2008)
- Masked Rider Kiva Christmas Live&Show: Holy Fang Party (25 de diciembre de 2008)
- Kyō Kara Maō!: Maō Tanjō-hen como Lord Conrad Weller

## Discografía

### CD
- Happy Boys Image Collection 3 ~In the Future~ como Ivory (Kousuke Kitamura), 2007
- Kampai Je T'aime (con PureBOYS), 2007
- Fight for Justice ~Individual-System NAGO ver.~ como Keisuke Nago, 2008
- Inherited-System Masked Rider IXA Tribute Album como Keisuke Nago, 2008
- Don't lose yourself como Keisuke Nago, 2008
- IXA-cise como Keisuke Nago, 2008
- IXA-cise2 (Body rhythm Edit.) como Keisuke Nago, 2009
- Kato Keisuke Pieces of Dream